# Lovro Pogačnik
Lovro Pogačnik (16. srpna 1880 Kamna Gorica – 5. října 1919 Lublaň) byl rakouský politik slovinské národnosti, na počátku 20. století poslanec Říšské rady.

## Biografie
Vychodil gymnázium v Lublani. Pak studoval práva na univerzitě ve Štýrském Hradci, kde roku 1906 získal titul doktora práv. Po dva roky následně působil na soudní praxi. Od roku 1909 pracoval v zemské správě v Lublani. Zde se roku 1912 stal tajemníkem. Od mládí se zapojil do veřejného a politického života. Byl stoupencem Janeze Kreka. Od roku 1907 byl členem Slovinského křesťansko sociálního svazu a roku 1909 převzal vedení Svazu tělovýchovných jednot Slovinského křesťansko sociálního svazu, který měl roku 1913 již 168 poboček a 5228 členů.
Na počátku 20. století se zapojil i do celostátní politiky. Když roku 1913 zemřel poslanec Ignacij Žitnik, získal Pogačnik v doplňovacích volbách roku 1914 mandát v Říšské radě (celostátní zákonodárný sbor) za obvod Kraňsko 7. Nastoupil 19. května 1914, ale pro následné přerušení zasedání parlamentu kvůli vypuknutí války složil poslanecký slib až 30. května 1917. Byl členem poslaneckého klubu Chorvatsko-slovinský klub. Ve volbách roku 1914 porazil Jožefa Lavrenčiče poměrem 5130 ku 4223 hlasů a stal se tehdy nejmladším poslancem Říšské rady. V parlamentu se roku 1917 zapojil do polemiky s korutanským německým poslancem Jakobem Lutschounigem ohledně práv Slovinců. V prosinci 1917 se Pogačnik spolu s Francem Grafenauerem a Josipem Fonem stal místopředsedou Slovinské lidové strany. Patřil tehdy v rámci strany ke kritikům dosavadního předsedy Ivana Šusteršiče.
Po válce byl v letech 1919–1918 členem dočasně existující zemské slovinské vlády. V únoru 1919 byl zvolen poslancem Skupštiny v Bělehradě, kde se profiloval jako spojenec chorvatských křesťanských sociálů. Zemřel ale již v říjnu 1919 na plicní onemocnění.